# La voluntaria
La voluntaria es una película dramática de la directora de cine catalana Nely Reguera estrenada en 2022.

## Sinopsis
Marisa, una doctora recién jubilada, se aburre con los altibajos de sus amigas que son abuelas así que decide ir como cooperante al campo de Malakasa, un campo de refugiados en Grecia. Se encontrará con realidades que hasta entonces no había podido imaginar y comenzará a ayudar a los refugiados. Cuando conoce al pequeño Ahmed descubrirá nuevos sentimientos.

## Reparto
- Carmen Machí como Marisa[5]
- Itsaso Arana como Caro[6]
- Arnau Comas como Sergi
- Dèlia Brufau como Berta
- Yohan Lévy como Oliver
- Enriqueta Rauth como Ingrid